# Diplacanthopoma nigripinnis
Diplacanthopoma nigripinnis is een straalvinnige vissensoort uit de familie van naaldvissen (Bythitidae). De wetenschappelijke naam van de soort is voor het eerst geldig gepubliceerd in 1924 door Gilchrist & von Bonde.